# Werwolf-Wanderweg Bedburg (Erft)
Koordinaten: 51° 0′ 33″ N, 6° 33′ 22,6″ O

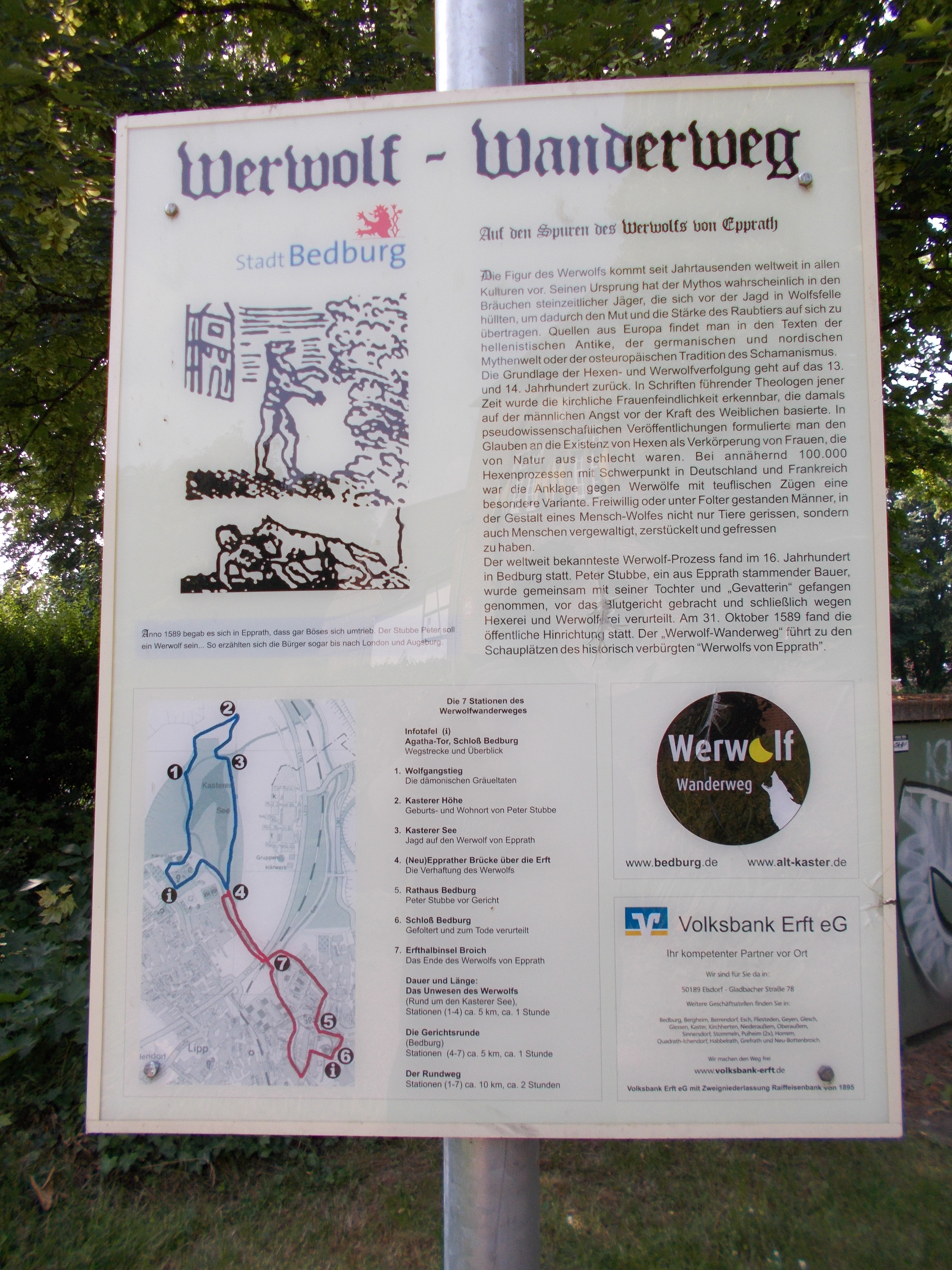
Infotafel Werwolf-Wanderweg in Alt-Kaster

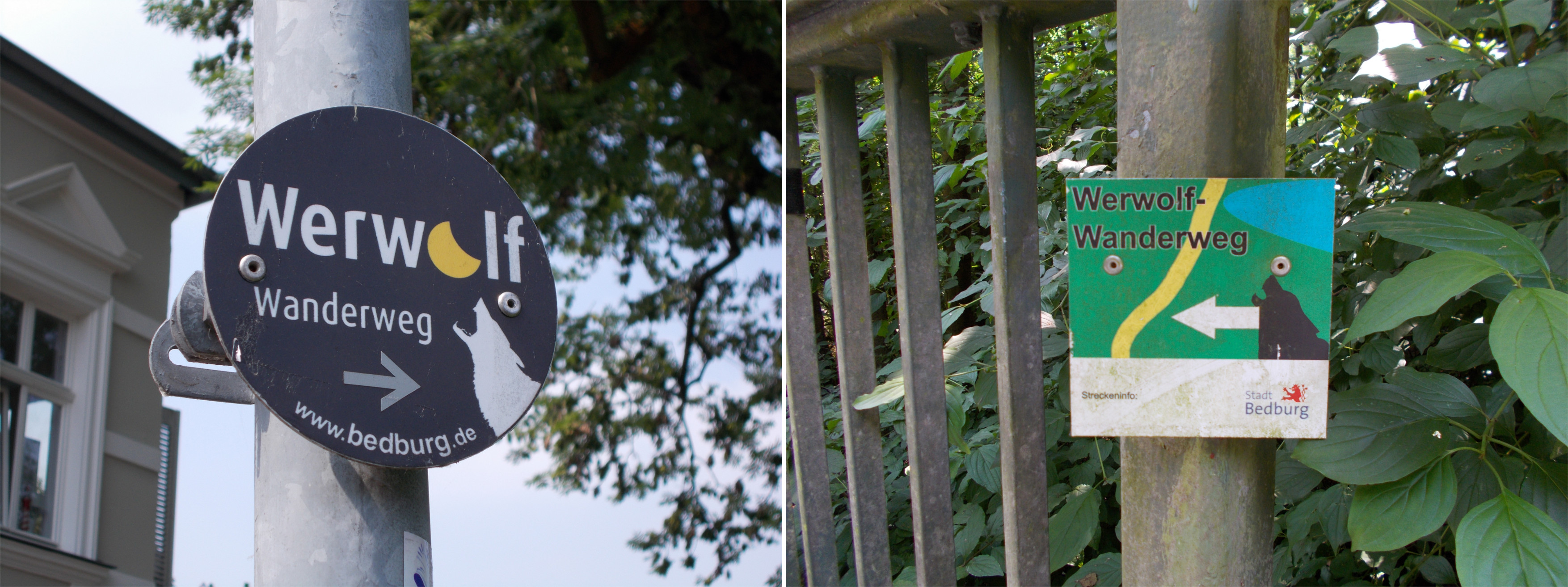
Wegmarken

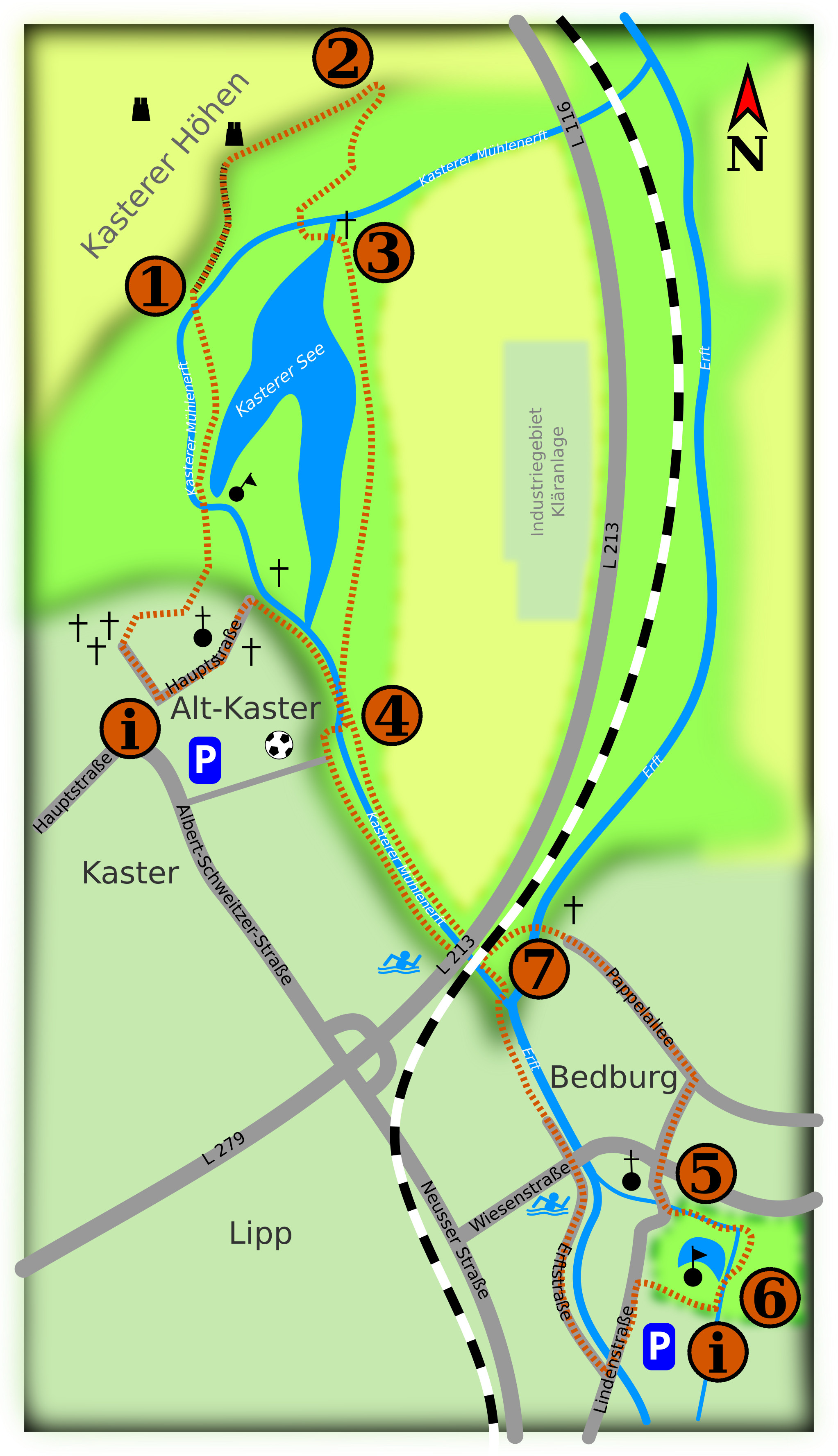
Übersichtskarte

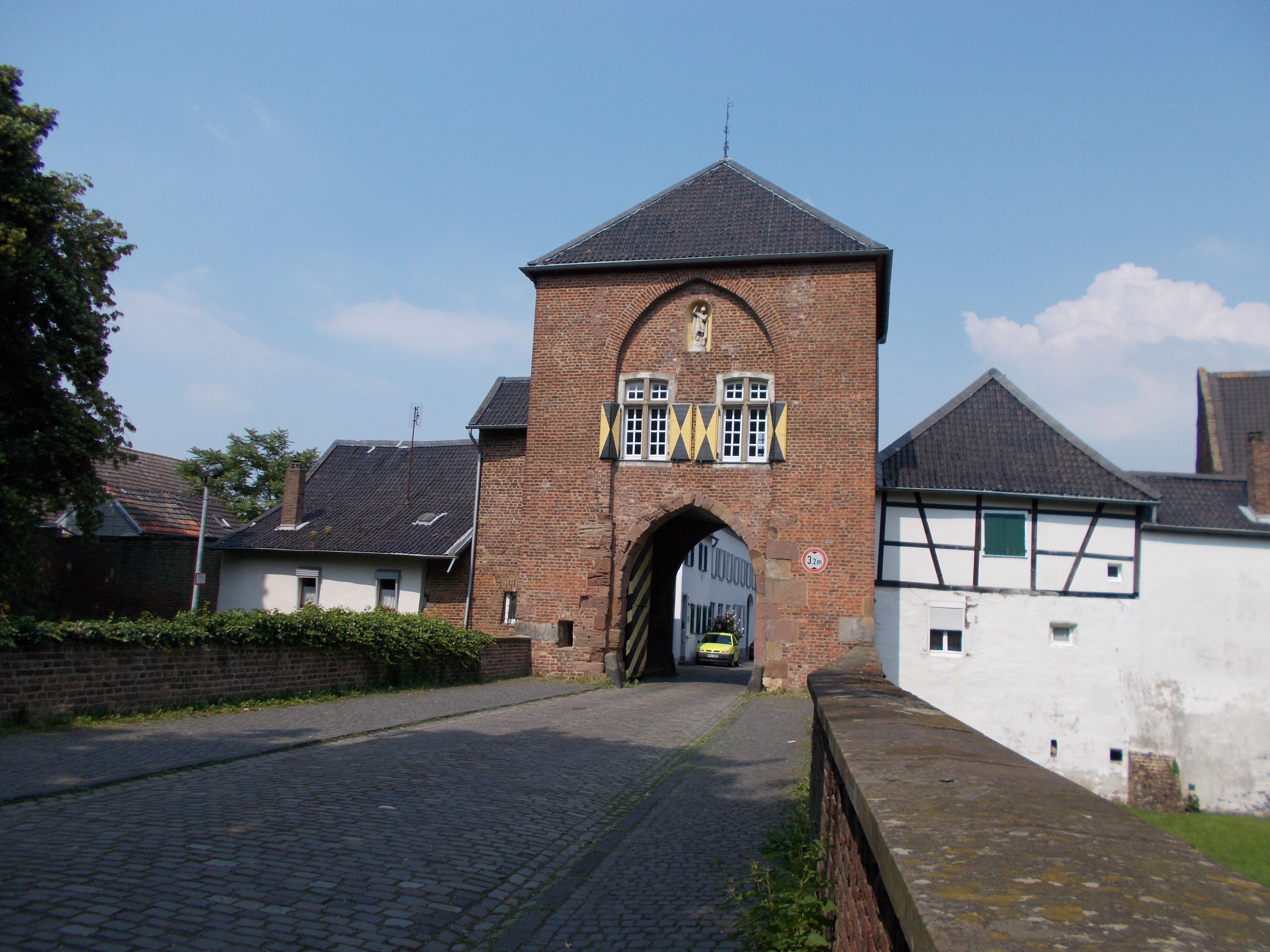
Agatha-Tor in Alt-Kaster

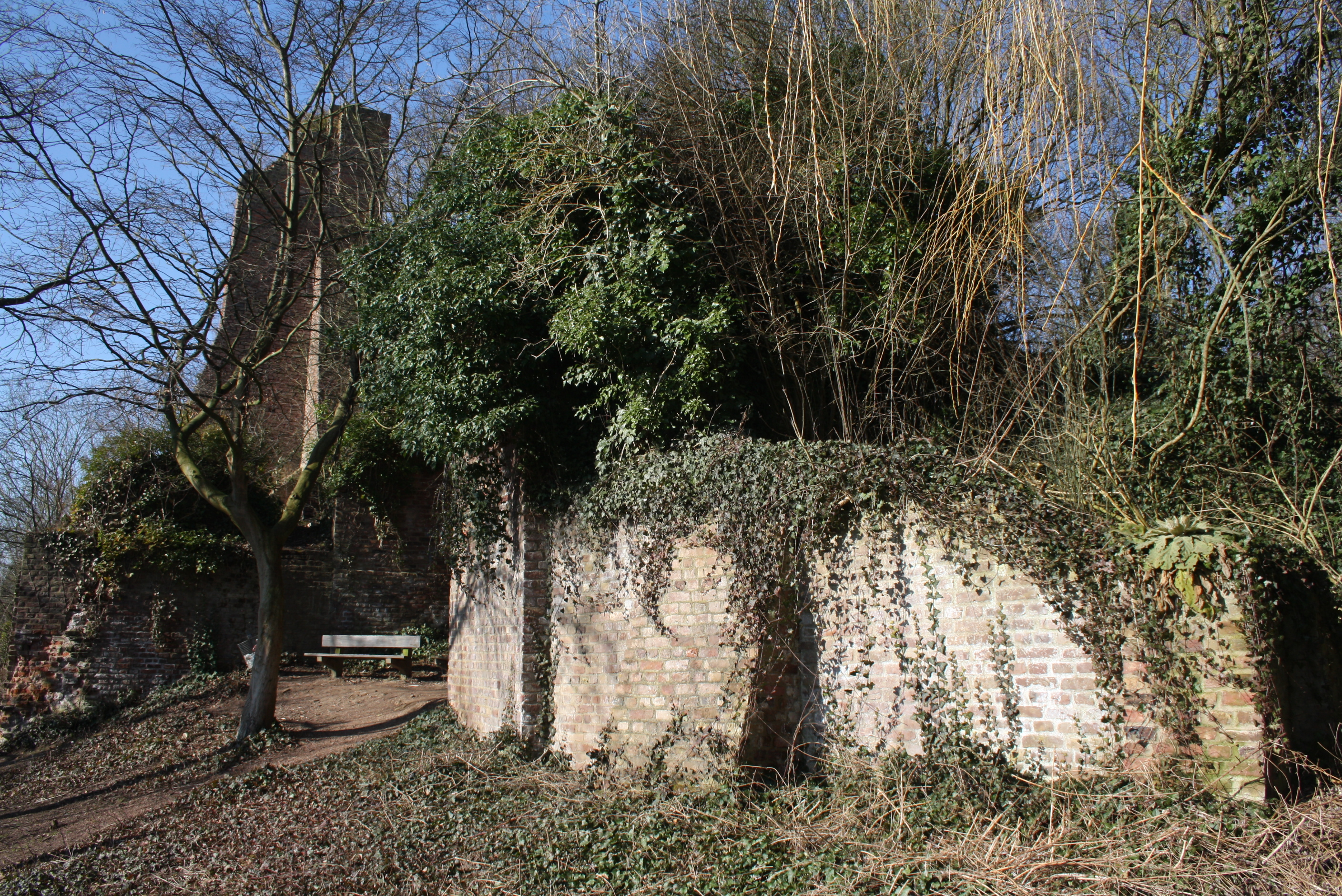
Burgruine Kaster

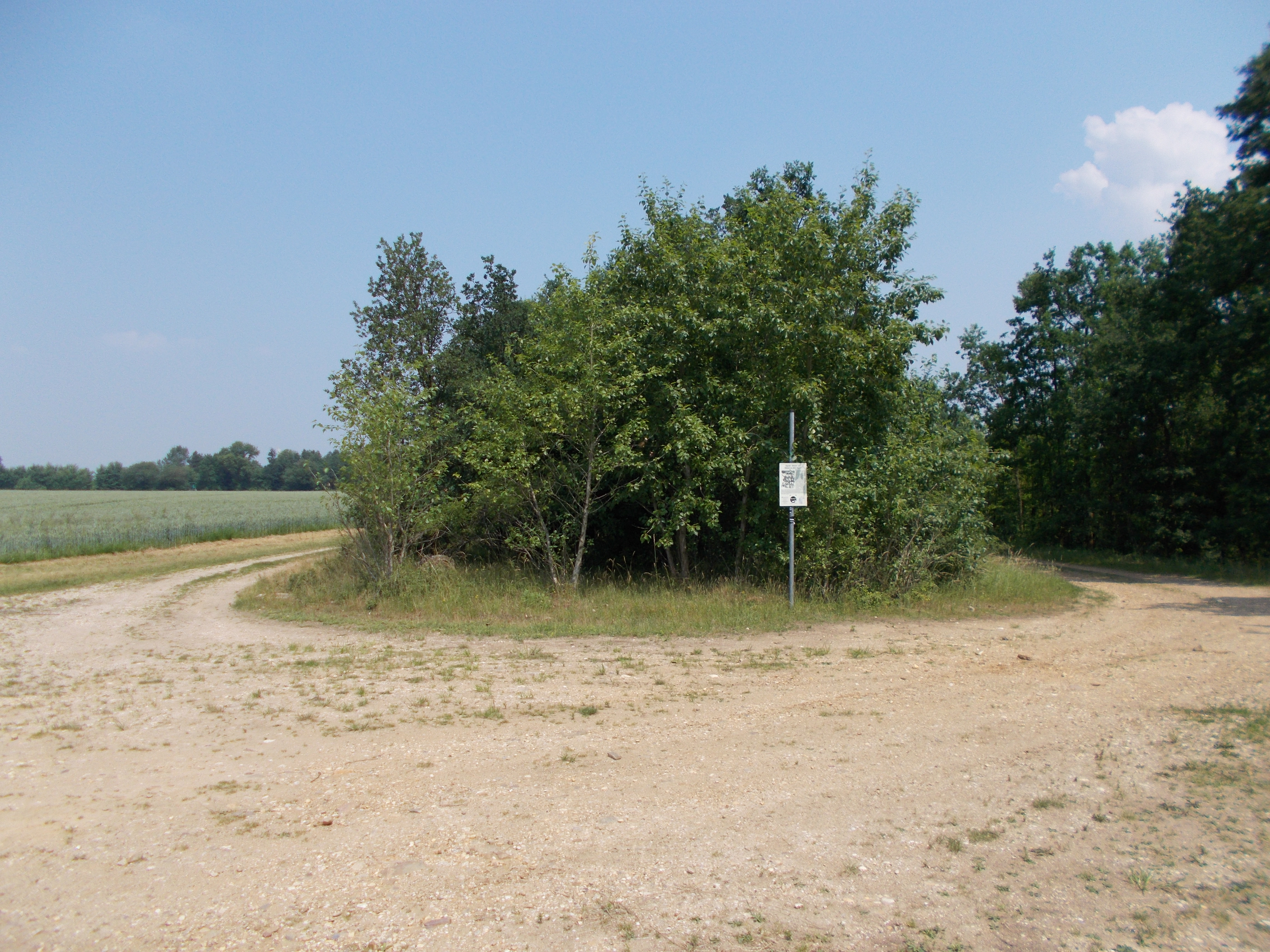
Kasterer Höhen – Der ehemalige Wohnort des Peter Stubbe musste dem Tagebau weichen

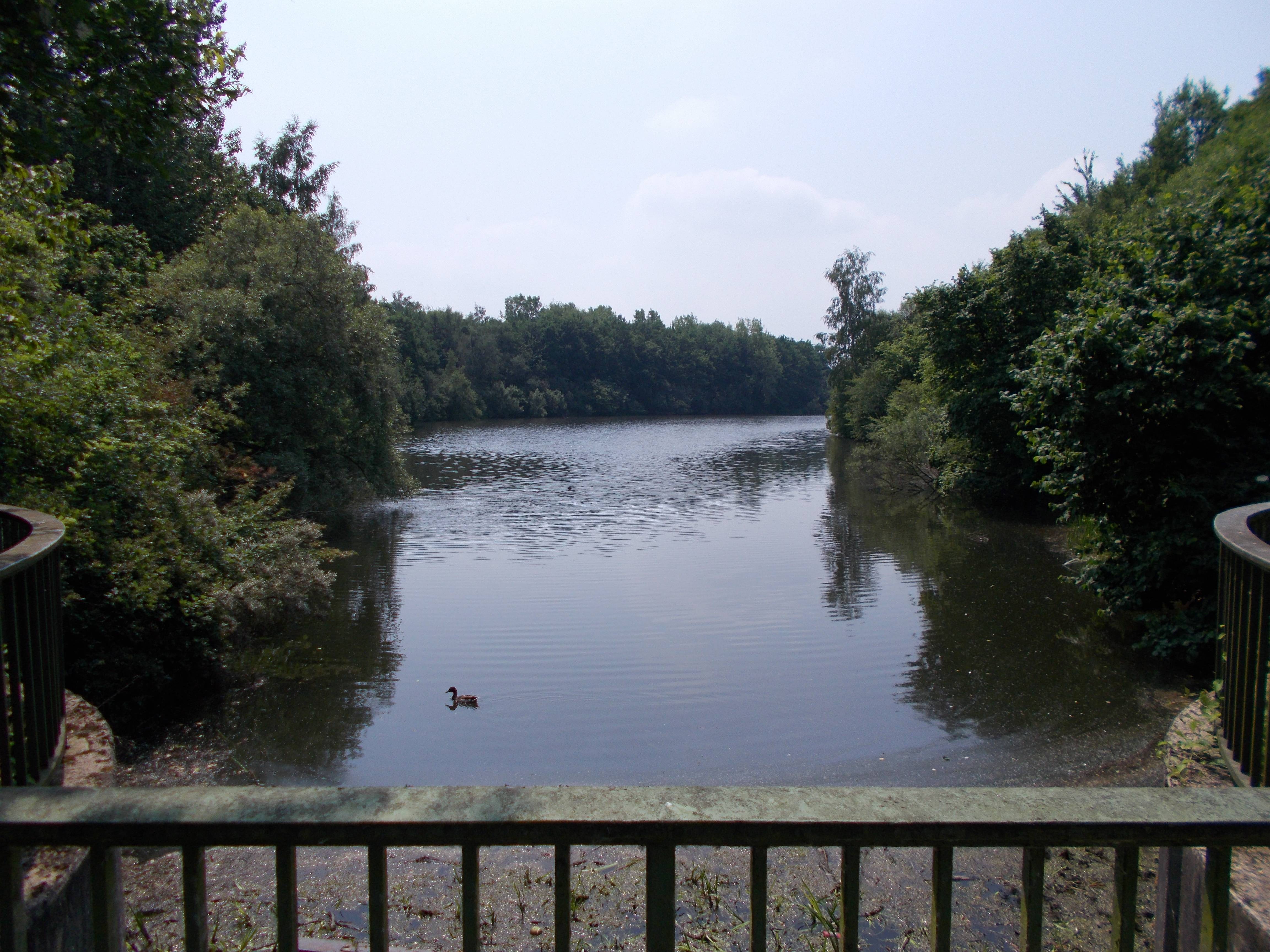
Kasterer See

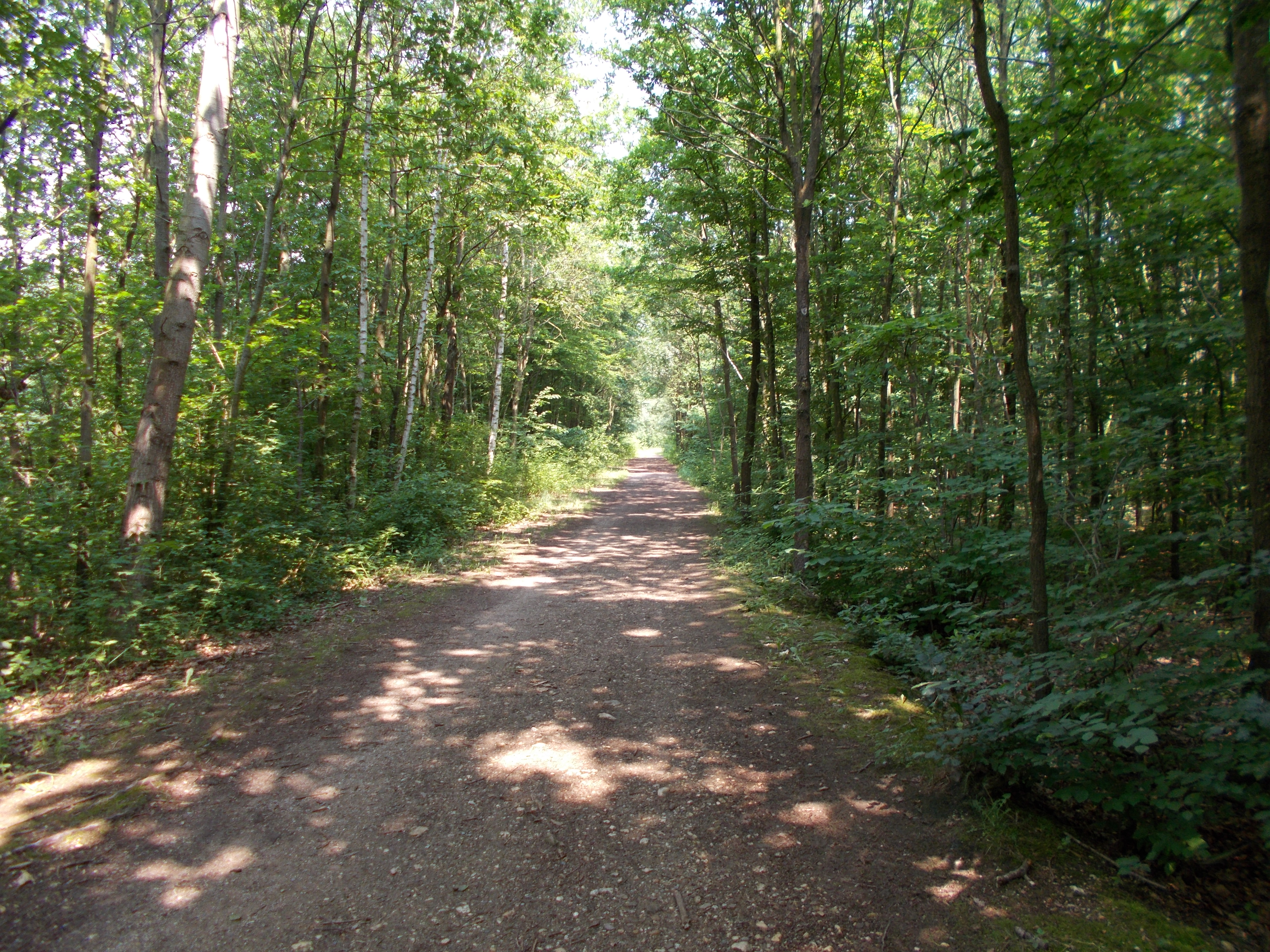
Waldweg entlang des Kasterer Sees

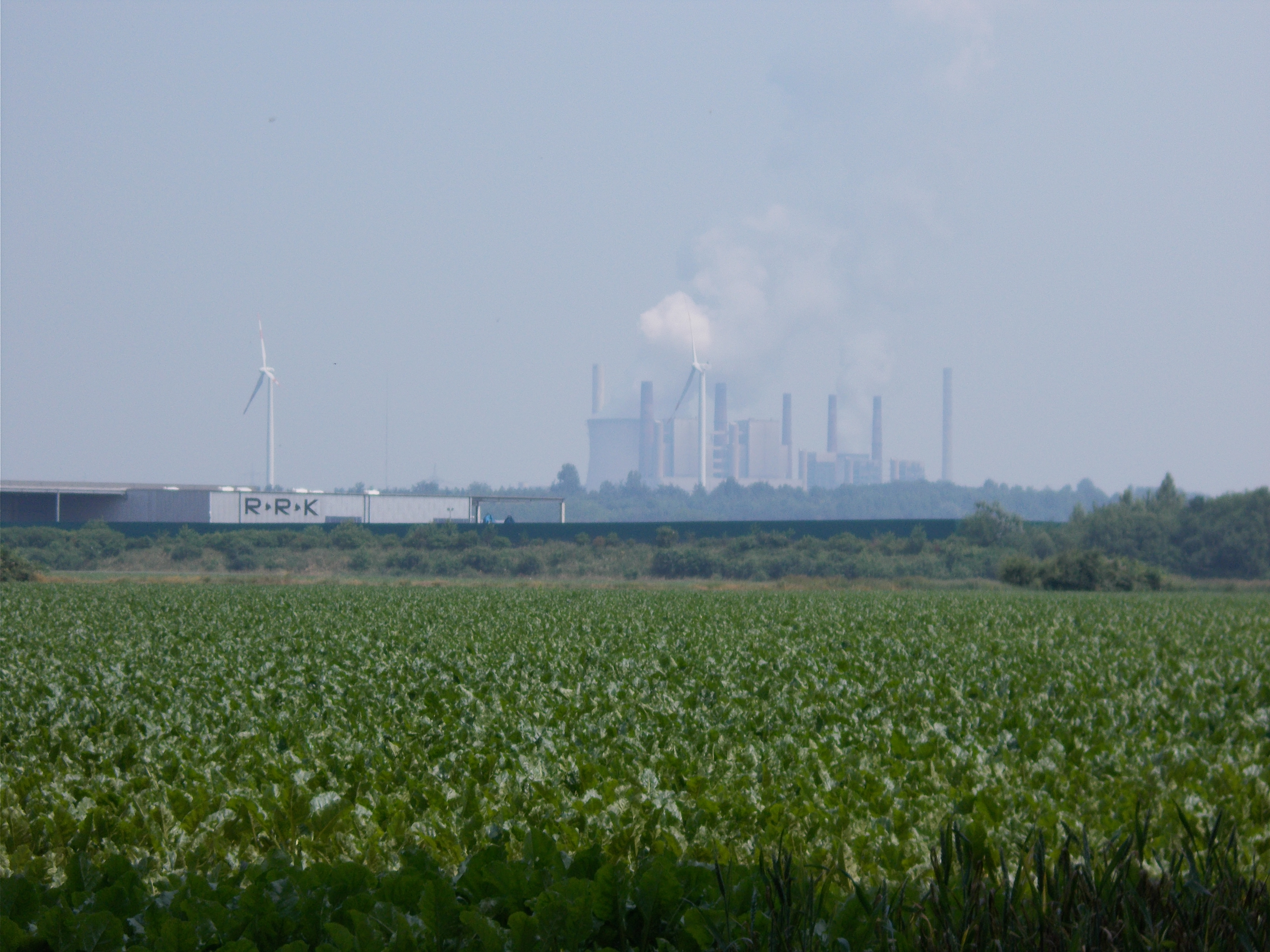
Feld mit Aussicht auf Wind- und Kohlekraftwerke

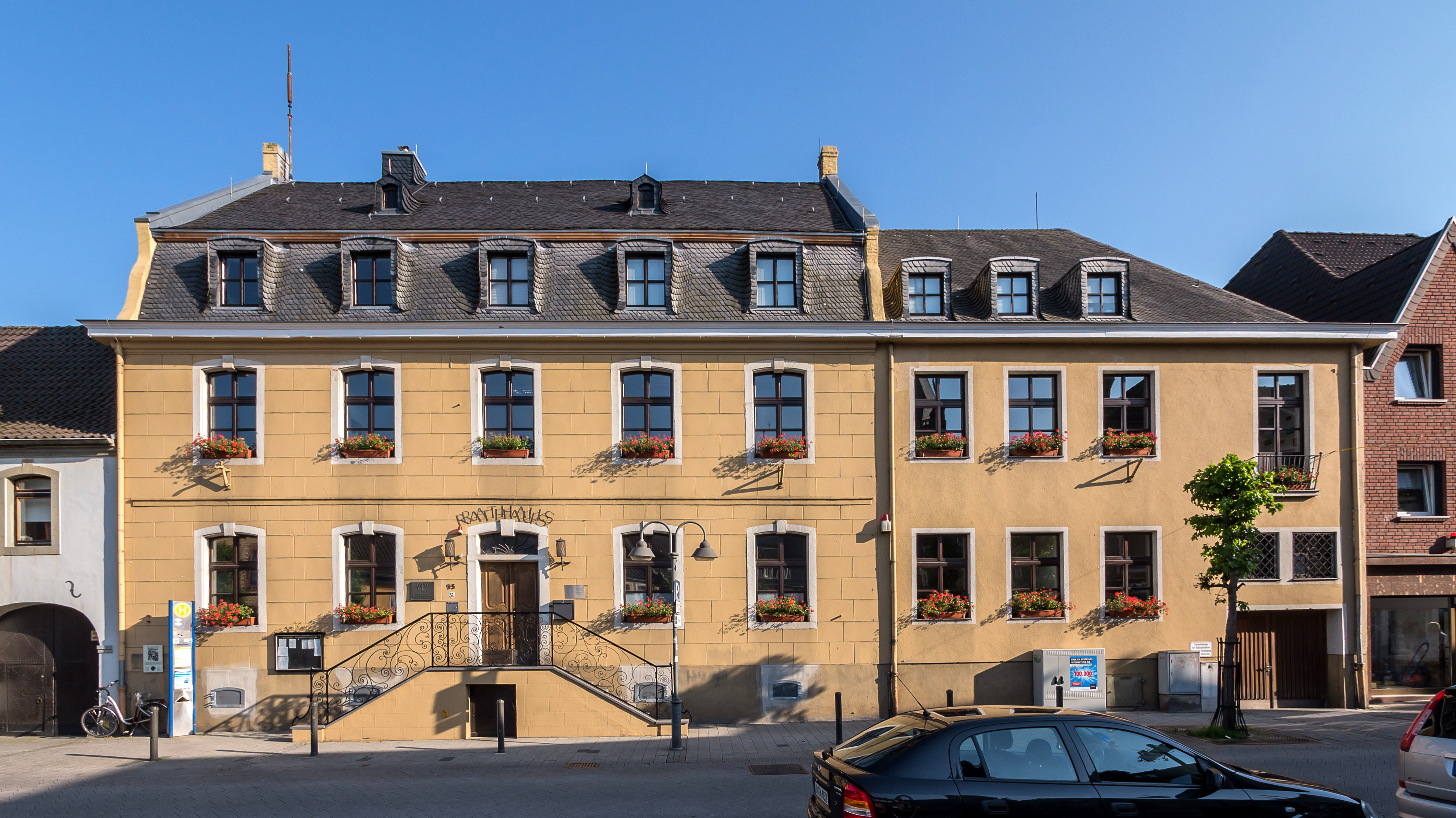
Rathaus Bedburg

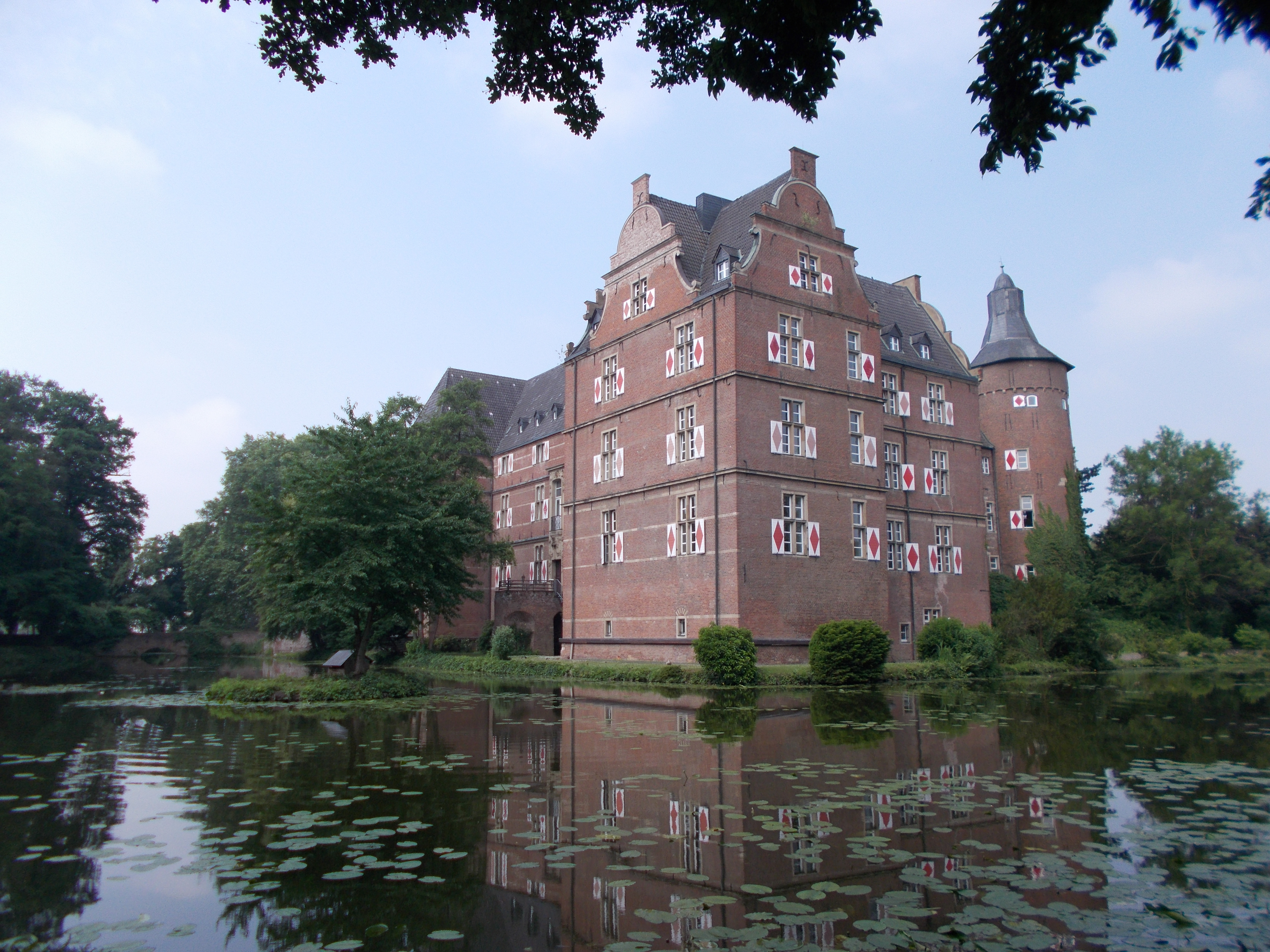
Schloss Bedburg

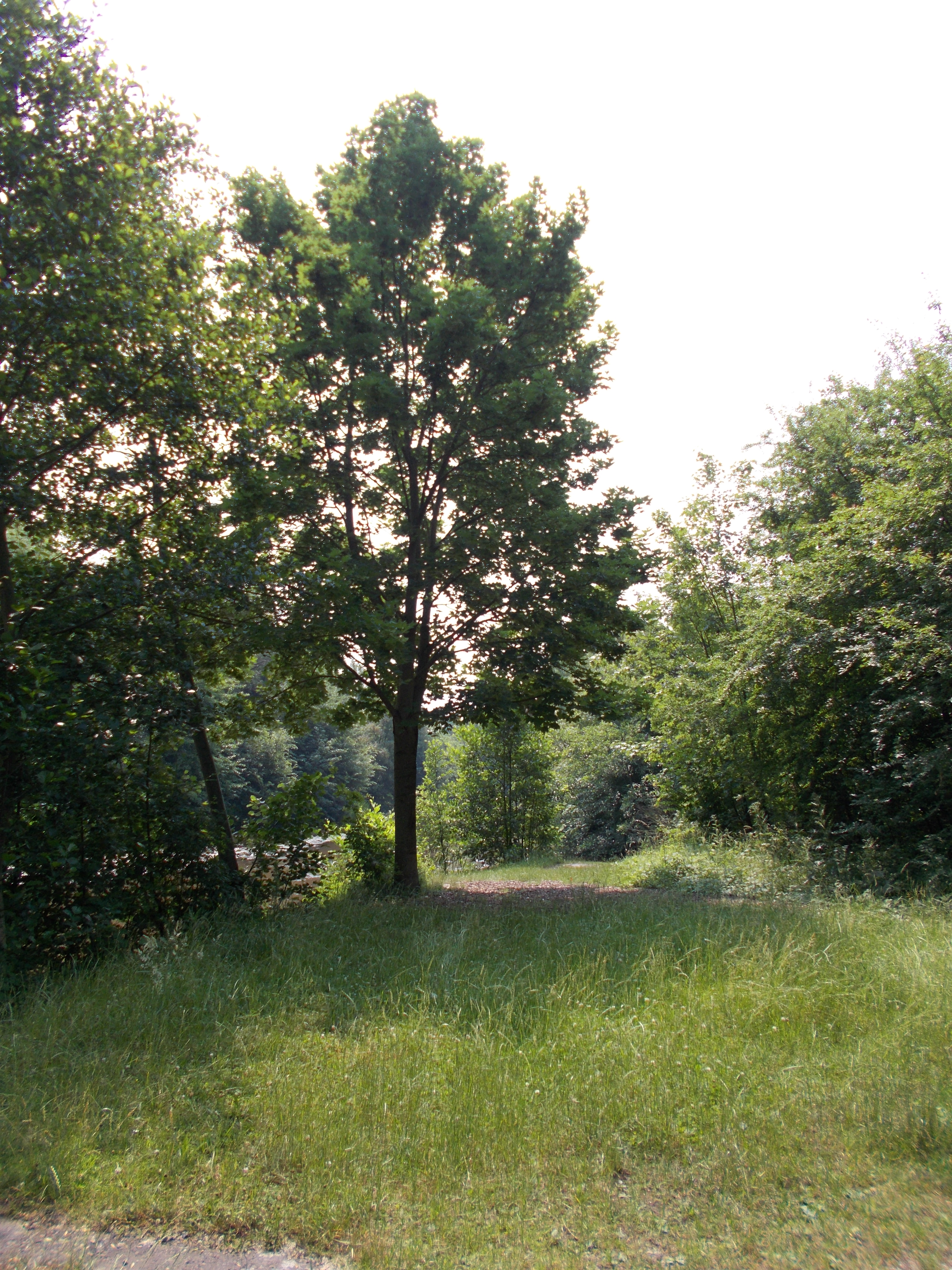
Hier an der Erfthalbinsel wurde Peter Stubbe hingerichtet

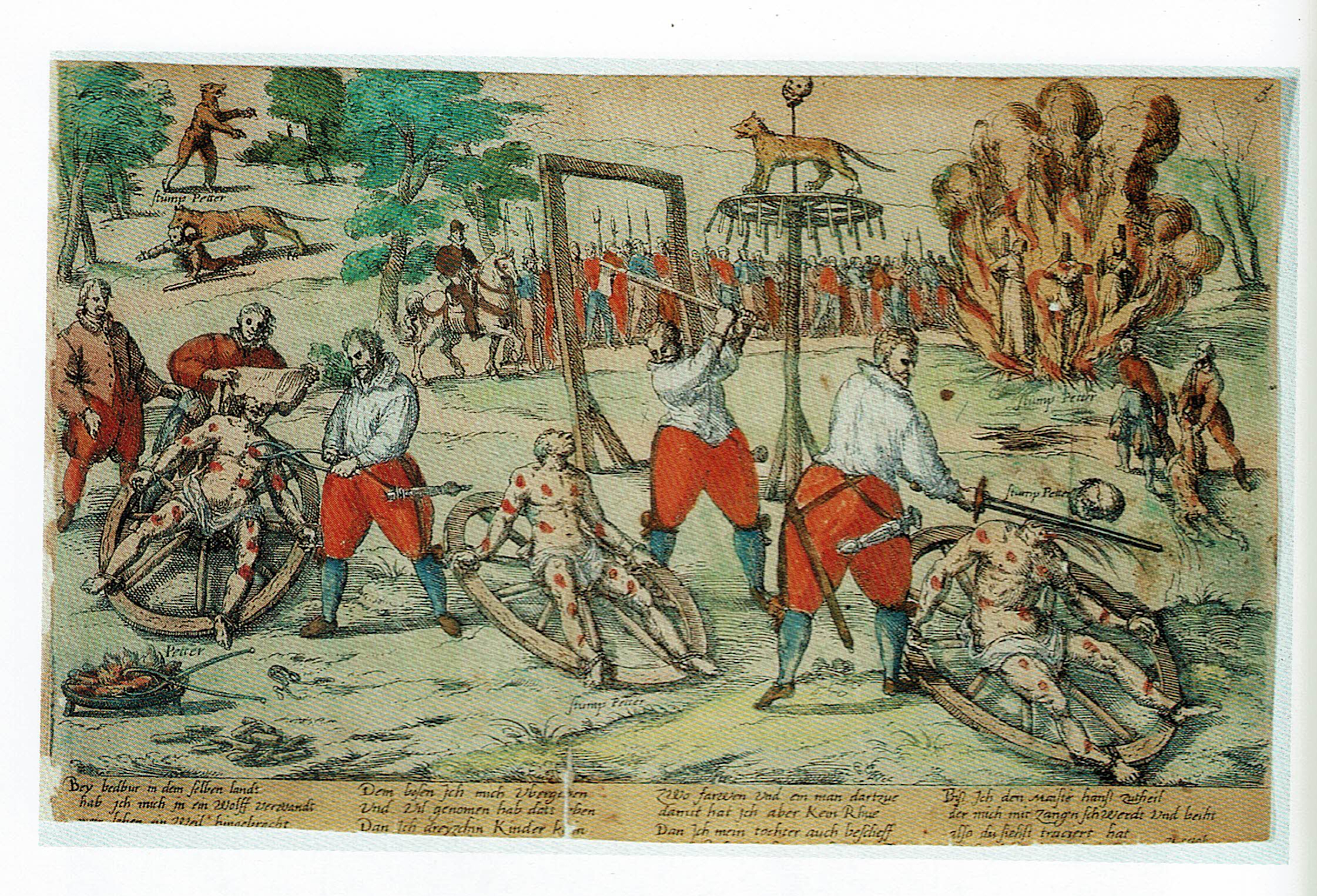
Kölner Flugblatt im Thesaurus picturarum: Die Hinrichtung des Werwolfs von Epprath

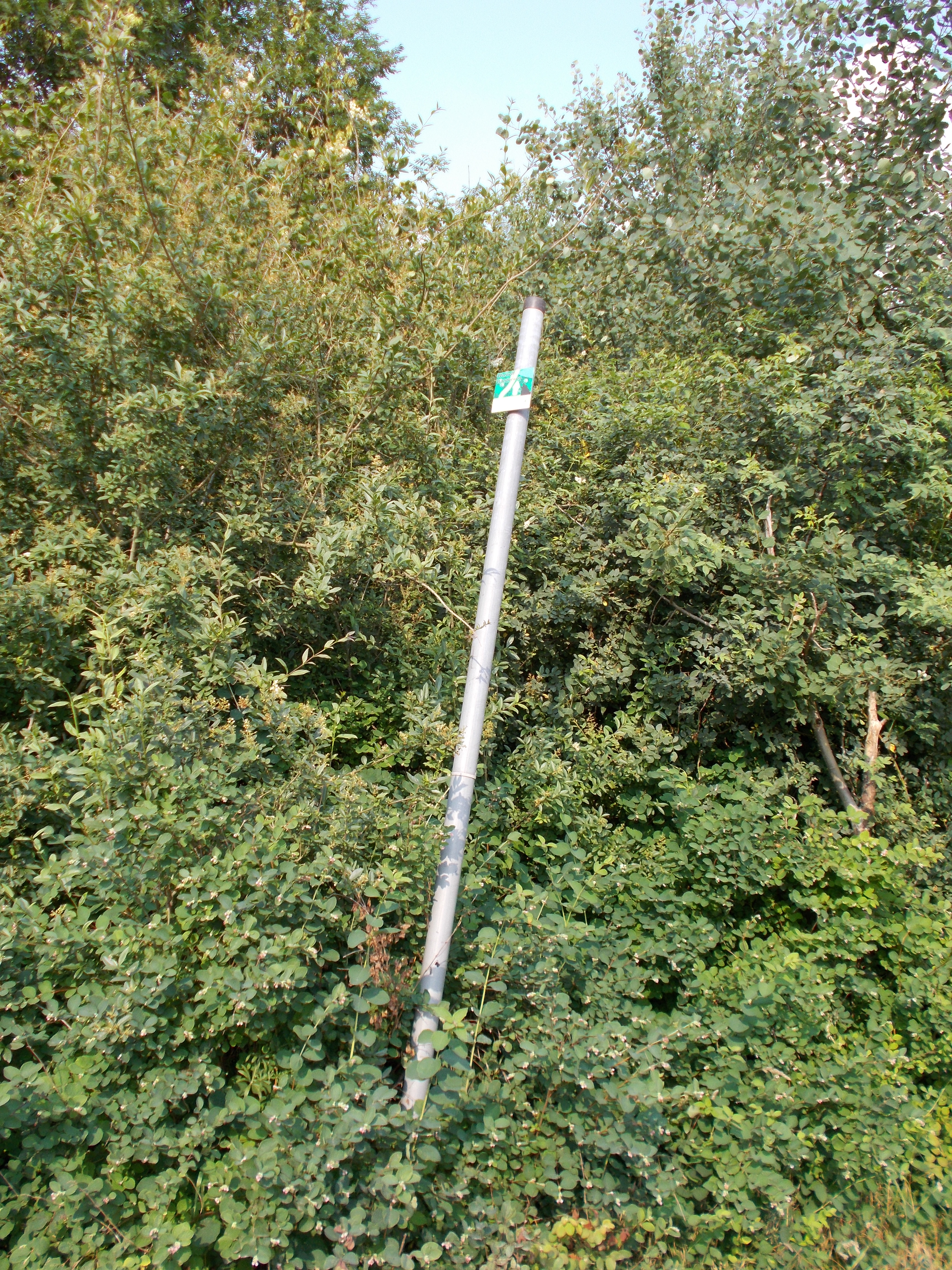
Suchbild mit Wegschild

Der Werwolf-Wanderweg in Bedburg (Erft) ist ein ca. 10 km langer Themenrundweg in der Nähe von Köln. Auf sieben Stationen mit Infotafeln beleuchtet er das Leben und Sterben des Bauern Peter Stubbe, dem sogenannten Werwolf von Epprath, der hier im 16. Jahrhundert sein Unwesen getrieben haben soll. Start der Tour ist das Agatha-Tor im Bedburger Ortsteil Alt-Kaster. Abgesehen vom Aufstieg über den Wolfgangstieg auf die Kasterer Höhe verläuft der Weg ziemlich flach.

## Auf den Spuren des Werwolfs von Epprath
Der Werwolf-Wanderweg führt zu den historischen Schauplätzen um den „Werwolf von Epprath“.
Der Fall wurde Ende des 16. Jahrhunderts in Bedburg verhandelt. Der Bauer Peter Stump, genannt Stubbe, aus dem nördlich von Bedburg gelegenen Weiler Epprath, wurde der Hexerei angeklagt. Er habe seine Seele dem Teufel vermacht, um einen Gürtel aus Wolfsfell zu erhalten, der ihn in eine blutrünstige Bestie verwandelte. In Gestalt eines Werwolfs soll er die Umgebung terrorisiert haben, Frauen vergewaltigt, Inzest mit seiner Tochter getrieben und Menschen getötet haben, um sie zu fressen – darunter 13 Kinder, inklusive seines eigenen Sohnes.
Nach angeblichen 25 Jahren der Werwölferei wurde Peter Stubbe gefasst und am 31. Oktober 1589 öffentlich hingerichtet. Durch zeitgenössische Flugschriften verbreitete sich die Geschichte vom „Werwolf von Bedburg“ bzw. dem „Werwolf von Köln“ in ganz Europa bis nach England, den Niederlanden, Belgien, Dänemark etc.
Der historische Themenrundgang führt durch den mittelalterlichen Ortsteil Alt-Kaster, dem Waldgebiet rund um den Kasterer See, entlang der Kasterer Mühlenerft und Erft bis zum Marktplatz, an der St. Lambertuskirche vorbei zum Bedburger Rathaus und durch den Schlossgarten der ehemaligen Ritterakademie Schloss Bedburg. Anschließend geht es zurück nach Alt-Kaster. Entlang der abwechslungsreichen Strecke durch Natur- und Stadtgebiete entdeckt man immer wieder Interessantes aus der Ortsgeschichte.
Wem ein zweieinhalbstündiger Spaziergang zu lang ist, kann sich auch für Teilabschnitte von jeweils 5 km Länge entscheiden:
- Das Unwesen des Werwolfs
Stationen: 1–4, Rund um den Kasterer See, Start an der Infotafel am Agatha-Tor in Alt-Kaster.

- Die Gerichtsrunde
Stationen 4–7, Wanderung durch Bedburg, Start an der Infotafel am Schloss Bedburg (Parkplatz)

Die Wanderung ist durchaus für Familien mit Kindern geeignet. Unterwegs gibt es rund um den See viele Parkbänke und im Ort genügend Einkehrmöglichkeiten. Zart besaiteten Gemütern wird bezüglich des Themas empfohlen, sich an der abwechslungsreichen Landschaft, den historischen Gebäuden und der Flora und Fauna zu erfreuen. Die Informationstafeln berichten teilweise sehr anschaulich über die Geschichte des Werwolfs in der Zeit der Hexenprozesse.

## Strecke und Stationen
Der Werwolf-Wanderweg startet am Agatha-Tor im historischen Ortsteil Alt-Kaster. Das Agatha-Tor ist Teil der mittelalterlichen Stadtbefestigung und entstand im 14. Jahrhundert als westlicher Eingang in die Stadt. Hier befindet sich eine Informationstafel mit der Gesamtübersicht der Wegbeschreibung. Vorbei an dem Gefallenendenkmal und dem Friedhof geht es Richtung Burgruine Alt-Kaster. Der Weg entlang der Kasterer Mühlenerft führt zum Wolfgangstieg.

### 1. Wolfgangstieg: „Die dämonischen Gräultaten“
Wolfgangstieg zur Kasterer Höhe. Treppen dieser Welt: Hier gilt es 70 Höhenmeter zu überwinden.
Standort
Entlang des Wanderweges an der Kasterer Höhe geht es an einen Gedenkstein für den umgesiedelten Ort Darshoven vorbei. Wer von hier aus einen kurzen Umweg in Kauf nimmt, findet ein Gedenkkreuz für Morken-Harff, wo einst ein Wasserschloss stand. Durch den Braunkohleabbau in der Kölner Bucht mussten diese Orte dem Tagebau Garzweiler weichen und die Bewohner wurden nach Kaster umgesiedelt.
Folgt man den Feldweg bis zur nächsten Infotafel, zum Geburts- und Wohnort von Peter Stubbe, hat man eine wunderbare Aussicht auf Felder und Windkraftanlagen. Eventuell schwirren in der Ferne einige Modellflugzeuge vom Modellflugplatz herum. Von Epprath fehlt jede Spur. Die an der Erftniederung gelegene Siedlung fiel 1968, 800 Jahre nach ihrer Entstehung, den Schaufelradbaggern zum Opfer.

### 2. Kasterer Höhe: „Geburts- und Wohnort von Peter Stubbe“
Rechts des Schildes führt Waldweg die Kasterer Höhe Richtung Kaster hinab. An der Brücke über die Kasterer Mühlenerft, links abbiegen. An der Seespitze befindet sich ein Ablaufwehr. Hier führt die Wanderung nach rechts in den Wald. Gegenüber der Infotafel befindet sich hinter der Bank ein Gedenkkreuz. Der 7 ha große See entstand durch den Kohleabbau und ist heute Teil eines Landschaftsschutzgebietes.

### 3. Kasterer See: „Jagd auf den Werwolf von Epprath“
Standort

„Jahrelang verbreitete der Werwolf von Epprath Angst und Schrecken in der Bevölkerung. Der Stadtrat von Bedburg und der Vogt des Grafen von Salm-Reifferscheid beobachteten dies mit Sorge. Die Bewohner von Köln, Bedburg und Epprath wagten nicht mehr zu Reisen und der Handel blieb aus. Zum Schutz der Untertanen wurde eine Bürgerwehr ins Leben gerufen um der tollwütigen Bestie den Garaus zu machen. Man befand sich jedoch noch in Unkenntnis darüber, daß es sich hierbei nicht um einen gewöhnlichen, wenn auch gefährlichen, Wolf handelte, sondern um einen Werwolf. Den Männern wurde befohlen die Dörfer und Felder zu bewachen und nach dem Tier Ausschau zu halten. Mit Hunden durchstreifte man Felder und Wälder um es aufzuspüren, zu jagen und zur Strecke zu bringen. Die verschlagene Bestie ließ sich jedoch nicht fangen und mordete weiter.“

Den Waldweg entlang des Kasterer Sees folgen. Hier stößt man wieder auf die Kasterer Mühlenerft, an der Epprather Brücke rechts, Richtung Sportpark Epprath, dann gleich wieder links den Wanderweg entlang der Mühlenerft folgen.

### 4. Epprather Brücke über die Erft: „Die Verhaftung des Werwolfs“
Standort 
Auf den Weg nach Bedburg kommt man unweigerlich an Infotafel 7 vorbei. Diese kann man zunächst links liegen lassen und die Brücke an der Pappelallee überqueren. Hier befindet sich der Knotenpunkt 15 der Rad Region Rheinland als Orientierungshilfe. Etwas weiter steht ein Wegkreuz mit den Symbolen Kreuz, Herz und Anker. Sie stehen für Glaube, Liebe und Hoffnung. Der Allee folgen und an der Augustinerstraße rechts abbiegen. Den Weg bis zur Lambertuskirche folgen. Gegenüber dem Brunnen „Geschichte, Kinder und Wasser“ am Marktplatz findet man die nächste Station:

### 5. Rathaus Bedburg: „Peter Stubbe vor Gericht“
Friedrich-Wilhelm-Str. 43, Nähe Marktplatz und St. Lambertuskirche.

„Tochter und Patentante wurden ebenfalls der Hexerei und Mittäterschaft beschuldigt. Das Todesurteil wurde am 28. Oktober 1589 verkündet, drei Tage später folgte die Hinrichtung.“

An der Friedrich-Wilhelm-Straße geht es links bis zum Hotel Bedburger Mühle. Über den Hof der ehemaligen Wassermühle aus dem 13. Jahrhundert führt der Weg über Brücken in den Schlosspark. An der Brücke zum Parkplatz ist eine weitere Informationstafel mit der Gesamtübersicht des Werwolf-Wanderweges. Hier ist der Startpunkt der „Gerichtsrunde“. Das heutige Wasserschloss geht im Wesentlichen auf die Umbauten der Rheinischen Ritterakademie in den Jahren 1842–1853 zurück. Die ursprüngliche Bedburg wurde bereits im 12. Jahrhundert erwähnt und sah etwas anders aus. → Hauptartikel
Die Burg ist in Privatbesitz. Der Park ist für die Öffentlichkeit zugänglich und es finden dort regelmäßig Kulturveranstaltungen statt.

### 6. Schloss Bedburg: „Gefoltert und zum Tode verurteilt“
Graf-Salm-Straße 34 und Schlosspark Nähe Parkplatz.
Standort 
Nach einer Runde durch den Schlosspark und um Schlossteich geht es durch das Burgtor an der Graf-Salm-Straße links, zurück zur Erfthalbinsel Broich. Nach Überquerung der Christopherus Brücke biegt man scharf rechts in die Erftstraße. Diese führt entlang der Erft zum damaligen Hinrichtungsort. Unterwegs kommt man am Freibad Bedburg vorbei.

### 7. Erfthalbinsel Broich: „Das Ende des Werwolfs von Epprath“
Radweg an der Flussmündung Kasterer Mühlenerft, Nähe Kläranlage
Standort 
Von der letzten Station führt der Weg entlang der Kasterer Mühlenerft zurück nach Alt-Kaster. Durch das Erfttor geht es über den Bieräquator, so nennt man scherzhaft die Alt-Kasterer Hauptstraße, da dort über Jahrhunderte die Trennlinie zwischen Alt- und Kölschausschank lag, zum Ausgangspunkt.